# Liste der Museen in Island
Folgende Museen befinden sich in Island:
- Center for Icelandic Art (Kynningarmiðstöð íslenskrar myndlistar) in Reykjavík
- Isländisches Nationalmuseum Þjóðminjasafn in Reykjavík
- Isländische Nationalgalerie Listasafn in Reykjavík
- Museum für Fotografie Ljósmyndasafn Reykjavíkur in Reykjavík
- Akureyri Art Museum, Akureyri
- Living Art Museum, Reykjavík
- Nationales Museum für das Kulturelle Erbe Islands Þjóðmenningarhúsið in Reykjavík
- Nonni-Haus in Akureyri
- Freilichtmuseum Árbæjarsafn in Reykjavík
- Elektrizitätsmuseum in Reykjavík an der Elliðaá
- Telefon- und Telegrafenmuseum in Hafnarfjörður
- Landnámssetur in Borgarnes
- Torfhof Bustarfell
- Torfhof Glaumbær
- Lokal- und Flugmuseum Hnjótur
- Heringsfangmuseum Siglufjörður
- Museumshof Sel im Skaftafell-Nationalpark
- Freilichtmuseum Skógar
- Landnehmerhof Stöng
- Kate Sænautasel auf der Jökuldalsheiði
- Fischersiedlung Ósvör bei Bolungarvík in den Westfjorden
- Technikmuseum Seyðisfjörður
- Franski spítalinn / Französisches Krankenhaus in Fáskrúðsfjörður
- Molkerei Rjómabúið Baugsstaðir
- Museumshof Laufás
- Isländisches Phallusmuseum in Reykjavík
- Naturkundemuseum Akureyri
- Regional-Heimatmuseum Akureyri
- Geirsstaðakirkja, rekonstruierte Torfkirche in Ostisland
- Kunstgewerbemuseum Egilsstaðir (teilweise Freiluft)
- Kriegsmuseum  in Reyðarfjörður
- Literaturmuseum Akureyri
- Gesteinssammlung "Petra", Stöðvarfjörður (teilweise Freiluft)
- Pakkhúsið in Hofsós
- Pakkhúsið in Ólafsfjörður
- Pakkhúsið in Ólafsvík
- Gletschermuseum in Höfn
- Stadtmuseum  in Húsavík
- Víðimýrarkirkja, Torfkirche
- Walmuseum in Húsavík